# Antônio Caetano Sève Navarro
Antônio Caetano Sève Navarro (Goiana, 11 de março de 1841 — Rio de Janeiro, 20 de janeiro de 1898) iniciou seus estudos em 1857 na Faculdade de Direito de Recife, cujo curso concluiu, colando o grau de Bacharel em Ciências Jurídicas e Sociais no dia 9 de dezembro de 1861.
Filho de José Joaquim Geminiano de Morais Navarro e de Joanna Francisca Xavier Sève, possui ascendência portuguesa, espanhola e francesa.  
Casou-se duas vezes: com Francisca Ayres de Almeida Freitas e com Casimira Nascimento de Azevedo. Com esta última, teve um filho: o famoso engenheiro João do Nascimento Navarro, um dos responsáveis pela construção da estrada de ferro com destino a Bocaiúva, Minas Gerais. Sua contribuição lhe rendeu uma homenagem tal como a criação de um município com a denominação de Engenheiro Navarro. 
Foi nomeado Promotor Público de Caçapava, Rio Grande do Sul, em 20 de janeiro de 1862, Juiz Municipal e de Órfãos de Santana do Livramento em 4 de março de 1865, removido para o termo de Bagé em 26 de junho de 1867, sendo exonerado a pedido em 29 de janeiro de 1868.
Por decreto de 12 de agosto de 1894, foi nomeado Ministro togado do Supremo Tribunal Militar, atual Superior Tribunal Militar.
Em 19 de setembro de 1894 foi nomeado Ministro do Supremo Tribunal Federal, cargo de que não tomou posse, visto haver o Senado da República negado aprovação à nomeação.
Faleceu em 20 de janeiro de 1898, no Rio de Janeiro, e foi sepultado no cemitério de São João Batista.

## Livros publicados
- Pratica do Processo Civil Comparado Com o Processo Commercial. Recife, Universal, 1868.
- Pratica do Processo Civil Comparado Com o Processo Commercial. Tomo I. Editora Livraria Americana. 1880.